# Великовисковский район
Великови́сковский район (укр. Великовисківський район; иногда — Большевисковский, Великовыськовский) — бывшая административно-территориальная единица Зиновьевского округа, а также Одесской и Кировоградской областей Украинской ССР, с центром в селе Великая Виска

## История
Образован 7 марта 1923 года из территории бывших Великовисковской и Владимирской волостей Елисаветградского уезда и вошёл в состав Елисаветградского (с августа 1924 — Зиновьевского) округа Одесской губернии. В сентябре 1930 года все округа в Украинской ССР были ликвидированы и Великовисковский район перешёл в прямое подчинение руководству республики.
В 1931 году в состав района была включена территория расформированного Маловисковского района. В 1932 году Великовисковский район вошёл в состав новообразованной Одесской области. В 1935 году был восстановлен Маловисковский район, в который вошли 11 сельских советов из Великовисковского. Указом Президиума Верховного Совета СССР от 10 января 1939 года Великовисковский район включён в состав образованной этим же указом Кировоградской области в составе Украинской ССР.
Район был расформирован в сентябре 1958 года, его территория была разделена между Кировоградским, Маловисковским и Новомиргородским районами.

## Состав района
По состоянию на 1946 год, район включал в себя следующие населённые пункты:
- Алексеевский сельский совет:
  - Алексеевка
  - Водяное
  - Новомихайловка
- Великовисковский сельский совет:
  - Великая Виска
- Веселовский сельский совет
  - Арсеневка
  - Веселовка
  - Фёдоровка
- Владимировский сельский совет:
  - Александровка
  - Владимировка
- Ивановский сельский совет:
  - Аврамовка
  - Ивановка
- Ивано-Благодатненский сельский совет:
  - Ивано-Благодатное
- Марьяновский сельский совет:
  - Марьяновка
  - Матусовка
  - Павловка
  - Петровка
  - посёлок Марьяновского свеклосовхоза
  - хутор Ковалёвка
- Николаевский сельский совет:
  - Николаевка
  - Новоалександровка
  - Корлюговка
- Овсяниковский сельский совет:
  - Андреевка
  - Овсяниковка
- Олено-Косогоровский сельский совет:
  - Олено-Косогоровка
  - хутор Квитка
  - хутор Петровский
- Осыковатский сельский совет:
  - Осыковатое
- Флоровский сельский совет
  - Великая Виска
  - хутор Ленинский